# 深谷村 (宮城県)
深谷村（ふかやむら）は、明治29年（1896年）まで宮城県桃生郡の西部にあった村。現在の石巻市北村・須江・広淵および東松島市赤井・大塩・緑ヶ丘にあたる。

## 沿革
- 明治22年（1889年）4月1日 - 町村制施行にともない、赤井村・大窪村・塩入村・北村・須江村・広淵村の計6か村が合併して深谷村が発足[1]。
- 明治29年（1896年）4月1日 - 深谷村を廃止。村域を赤井村・大塩村（旧大窪村および塩入村）・北村・須江村・広淵村の5か村に分割[1]。

## 行政

### 首長
- 歴代村長

| 代 | 氏名       | 就任                      | 退任                      | 備考         |
| -- | ---------- | ------------------------- | ------------------------- | ------------ |
| 1  | 矢本平太夫 | 明治22年（1889年）4月     | 明治26年（1893年）4月     |              |
| 2  | 遠藤今五郎 | 明治26年（1893年）4月     | 明治27年（1894年）        | のち北村長   |
| 3  | 中野政之助 | 明治27年（1894年）        | 明治28年（1895年）5月     |              |
| 4  | 金成三郎   | 明治28年（1895年）5月13日 | 明治29年（1896年）3月31日 | のち赤井村長 |